# Cratere Leonov
Leonov è un cratere lunare di 34,04 km situato nella parte nord-occidentale della faccia nascosta della Luna.